# Крива на Филипс
Кривата на Филипс е графическо изображение на предполагаема обратна зависимост между нивото на инфлация и нивото на безработица. Предложена през 1958 г. от английския икономист Олбан Уилям Филипс, който на основата на емпирически данни за Англия за 1861- 1957 г. въвел корелационната зависимост между нивото на безработица и изменение на прираста на паричната заработена заплата.
Като начало кривата на Филипс показвала връзката на безработицата с изменение на заплатите: колкото по-голяма е безработицата, толкова по малък е прираста на паричната заплата, толкова е и по-нисък ръстът на цените, и обратното, колкото по-ниска е безработицата и по-голяма заетостта, толкова по-голям е ръстът на паричната заработена заплата, толкова е и по-висок темпът на ръста на цените. След това е била преобразувана в зависимост между цените и безработицата.

## Измерване на кривата на Филипс
Според Милтън Фридман, кривата на Филипс е вертикална права линия, която не показва връзка между инфлацията и нивото на безработицата.
{\displaystyle \Pi =\Pi _{e}-b(U-U_{e})+v}
- {\displaystyle \Pi } – ниво на инфлация;
- {\displaystyle \Pi _{e}} – очаквано ниво на инфлация;
- {\displaystyle (U-U_{e})} – отклонението на безработица от естествената норма – циклична безработица;
- {\displaystyle b>0} – коефициент;
- {\displaystyle v} – шокове на предлагането.

Стагфлацията, отбелязана през 1970 г., в икономиките на развитите страни, дискредитирала идеята на кривата на Филипс. Последователи на школата на кейнсианството, които споделят основната предпоставка на тази теория, са били принудени да признаят, че ясна обратна връзка между инфлацията и безработицата няма, и може да има и други варианти.